# Dusona sauteri
Dusona sauteri là một loài tò vò trong họ Ichneumonidae.